# 下中邦彦
下中 邦彦（しもなか くにひこ、1925年1月13日 - 2002年6月6日）は、昭和時代の実業家。兵庫県出身。下中弥三郎の四男。慶應義塾大学工学部卒。1958年から、父親の弥三郎が設立した「平凡社」の社長を28年間務めた。そのほか、「国民百科事典」などを発行するなどした。。
邦彦没後、弥三郎三男の下中直也が平凡社三代目社長に就任した。

## 関連人物
- 下中弥三郎 - 父親